# Milan-San Remo 1980
L'édition 1980 de la course cycliste Milan-San Remo a été remportée au sprint par l'Italien Pierino Gavazzi devant Giuseppe Saronni, deuxième pour la troisième année consécutive.

## Équipes
| Équipes professionnelles (25)- Magniflex-Olmo - Gis Gelati - TI-Raleigh-Creda - Splendor-Admiral - Boule d'Or-Sunair-Colnago - Sanson-Campagnolo - Peugeot-Esso-Michelin - Teka - San Giacomo-Benotto - La Redoute-Motobécane - Puch-Sem-Campagnolo - Inoxpran - Bianchi-Piaggio - IJsboerke-Warncke Eis - Marc-Carlos-V.R.D.-Woningbouw - Hoonved-Bottecchia - Kondor-Campagnolo - Vermeer-Thijs-Mini-Flat - DAF Trucks-Lejeune - Fosforera-Vereco-Campagnolo - Cilo-Aufina - Reynolds - Eurobouw-Cambio Rino - Famcucine-Campagnolo - Boston-IFI-Mavic |
| |

## Classement final
| \| Classement général \| Classement général \| Classement général \| Classement général \| Classement général \| \| Coureur \| Coureur \| Pays \| Équipe \| Temps \| \| ------------------ \| ------------------- \| ------------------ \| -------------------------- \| ------------------ \| \| 1er \| Pierino Gavazzi \| Italie \| Magniflex-Olmo \| 6 h 42 min 07 s \| \| 2e \| Giuseppe Saronni \| Italie \| Gis Gelati \| + 0 s \| \| 3e \| Jan Raas \| Pays-Bas \| TI-Raleigh-Creda \| + 0 s \| \| 4e \| Sean Kelly \| Irlande \| Splendor-Admiral \| + 0 s \| \| 5e \| Roger De Vlaeminck \| Belgique \| Boule d'Or-Studio Casa \| + 0 s \| \| 6e \| Francesco Moser \| Italie \| Sanson-Campagnolo \| + 0 s \| \| 7e \| Jacques Bossis \| France \| Peugeot-Esso-Michelin \| + 0 s \| \| 8e \| Klaus-Peter Thaler \| Allemagne \| Teka \| + 0 s \| \| 9e \| Giuseppe Martinelli \| Italie \| Mobili San Giacomo-Benotto \| + 0 s \| \| 10e \| Alfons De Wolf \| Belgique \| Boule d'Or-Studio Casa \| + 0 s \| \| 11e \| Paul Sherwen \| Royaume-Uni \| La Redoute-Motobécane \| + 0 s \| |                     |             |                            |                 |
| |                     |             |                            |                 |
| Sources : ProCyclingStats Cycling Archives |                     |             |                            |                 |
| Classement général |                     |             |                            |                 |
| Coureur | Coureur             | Pays        | Équipe                     | Temps           |
| 1er | Pierino Gavazzi     | Italie      | Magniflex-Olmo             | 6 h 42 min 07 s |
| 2e | Giuseppe Saronni    | Italie      | Gis Gelati                 | + 0 s           |
| 3e | Jan Raas            | Pays-Bas    | TI-Raleigh-Creda           | + 0 s           |
| 4e | Sean Kelly          | Irlande     | Splendor-Admiral           | + 0 s           |
| 5e | Roger De Vlaeminck  | Belgique    | Boule d'Or-Studio Casa     | + 0 s           |
| 6e | Francesco Moser     | Italie      | Sanson-Campagnolo          | + 0 s           |
| 7e | Jacques Bossis      | France      | Peugeot-Esso-Michelin      | + 0 s           |
| 8e | Klaus-Peter Thaler  | Allemagne   | Teka                       | + 0 s           |
| 9e | Giuseppe Martinelli | Italie      | Mobili San Giacomo-Benotto | + 0 s           |
| 10e | Alfons De Wolf      | Belgique    | Boule d'Or-Studio Casa     | + 0 s           |
| 11e | Paul Sherwen        | Royaume-Uni | La Redoute-Motobécane      | + 0 s           |